# Dardanové

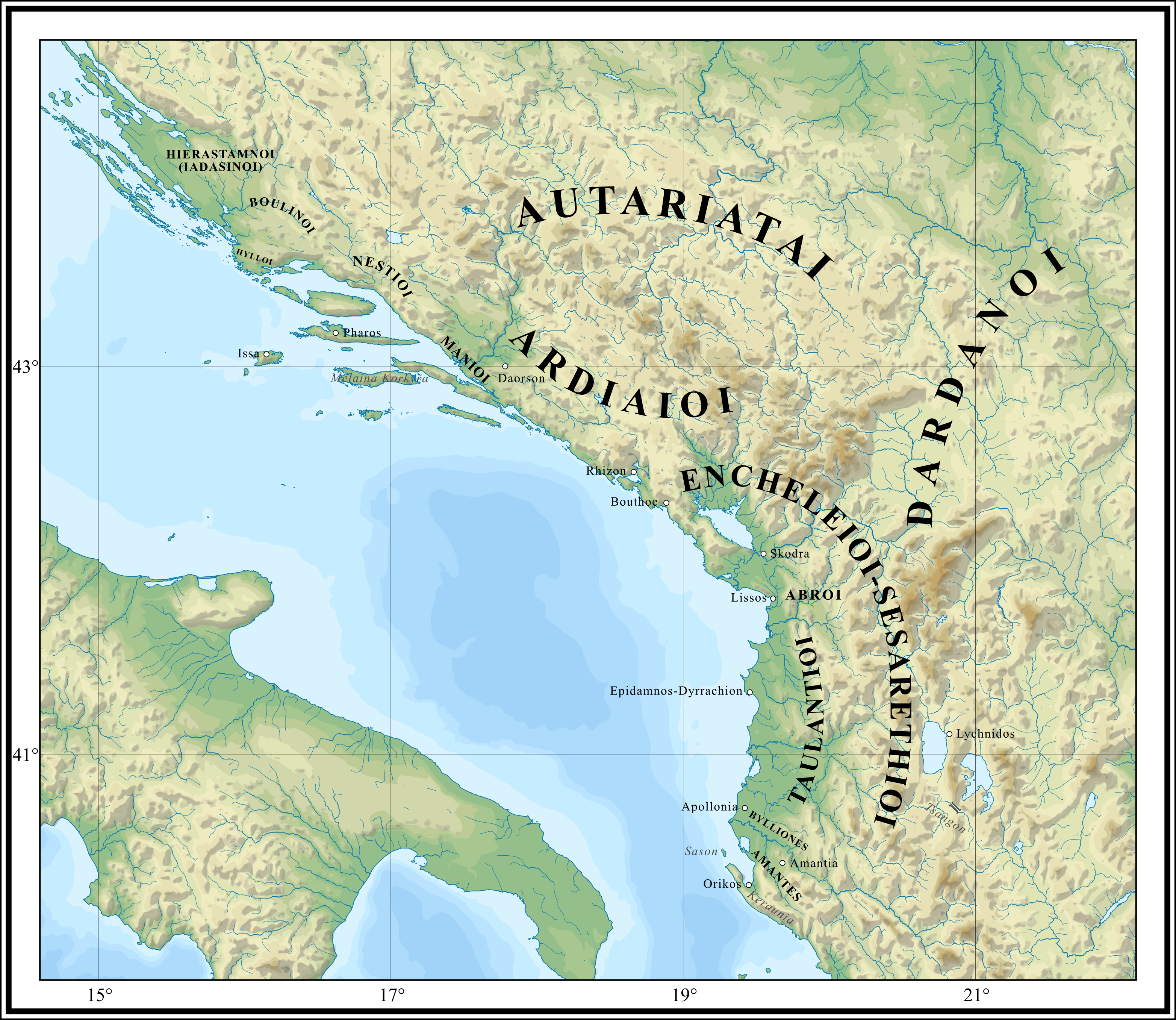
Rozmístění ilyrských kmenů na Balkáně v 7.-4. století př. n. l.

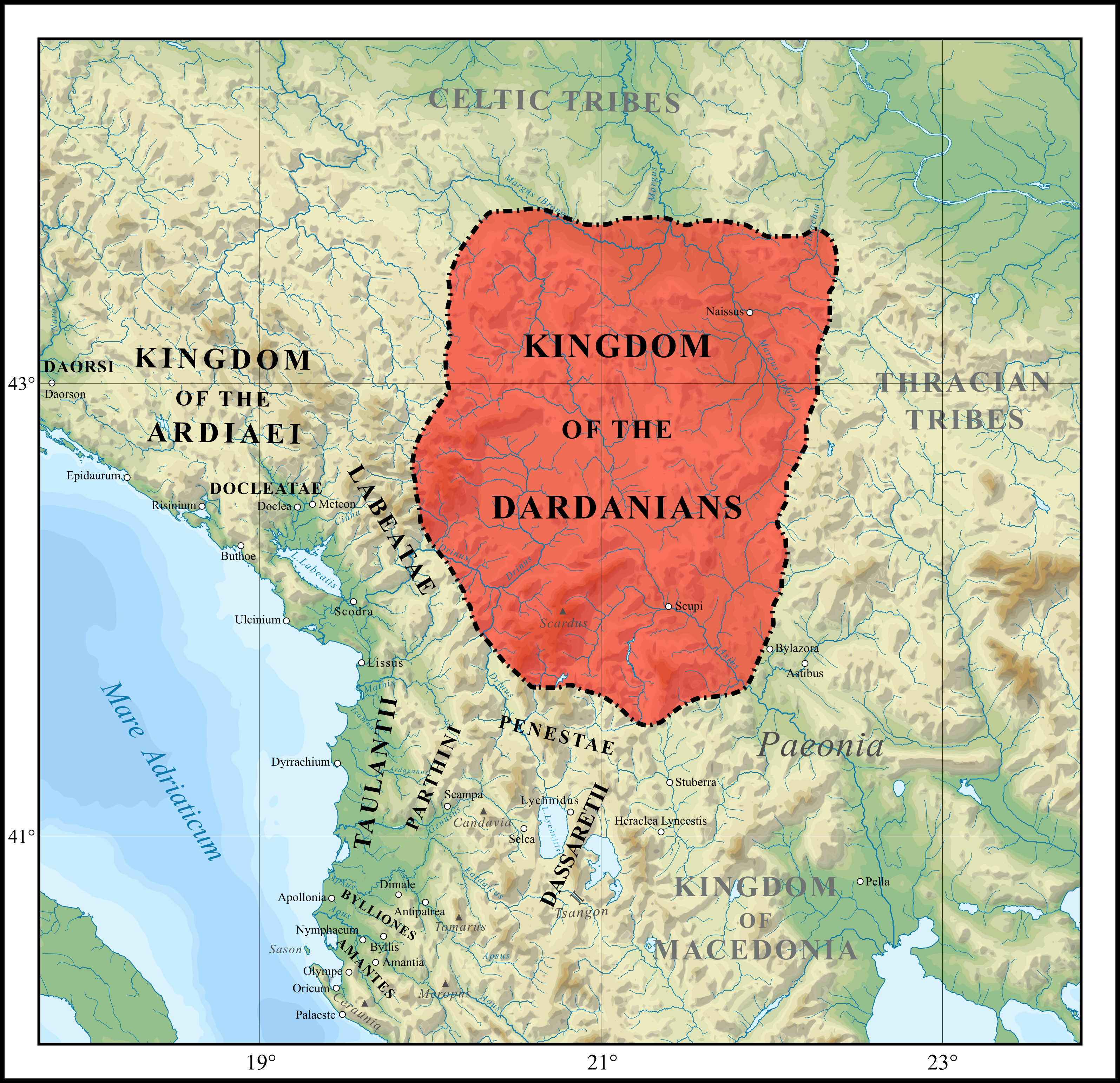
Dardanské království ve 3. století př. n. l.

Byzantská provincie Dardania v 6. století

Dardanové či Dardani, řecky Δαρδάνιοι, latinsky Dardani, byl starověký kmen, jeden z nejstarších na Balkáně. Obýval oblast, jejímž jádrem bylo zhruba území dnešního Kosova a jihovýchodního Srbska, a která po něm dostala název Dardanie a založil zde i království existující od 4. století př. n. l. do roku 28 př. n. l. Nesmí být zaměňováni - s nejvyšší pravděpodobností - s Dardany, o nichž se hovoří v řecké mytologii jako o spojencích Trójanů v Trojské válce a jejichž legendárním praotcem měl být Dardanos, byť starověcí autoři, zejména starořímští, toto spojování běžně činili. Většina starověkých zdrojů Dardany označuje za Ilyry (například Strabón či Appiános). Je však nápadné, že ve východních dardanských oblastech převažovala thrácká jména a toponyma. Stejně jako skutečnost, že Dardanové měli v celé své historii vždy oddělené domény od zbytku Ilyrů. Současní archeologové vidí užívání kmenového označení Dardanové legitimní již od 11. století př. n. l., za prapočátek jejich kmenové kultury považují archeologickou kulturu zvanou Glasinac-Mati z doby železné. Kmenová aristokracie se objevila v 6.–5. století př. n. l. Zdá se, že na rozdíl od svých thráckých sousedů nebyli nikdy helenizováni. Zdá se též prokázané, že vyvinuli již asi v 6. století př. n. l. koncept posmrtného života, jak dokazují dlouhé železné tyče v hrobkách, jež byly patrně míněny jako zásvětní platidlo. Dvoubřité sekery zvané labrys byly patrně používány rituálním způsobem k uctívání slunce, které u severních Ilyrů převládalo. Zachovala se jména jen tří dardanských králů (Longarus, Bato, Monunius II.), svého času obvyklý názor, že Dardanem byl i slavný starověký král Bardylis, je dnes považován za vyvrácený. Jméno kmene snad souviselo s hruškou.

## Dějiny
Dardanové se spolu s dalšími Ilyry zapojili do vleklých bojů s Makedonií známých jako ilyrské války. Historik Justinus přitom soupeře Makedonců v těchto válkách nazývá „Dardanové a další sousední národy“, což naznačuje, že šlo o nejsilnější kmen v oblasti. Byli poraženi Filipem II., není zachována zpráva, že by bojovali s Alexandrem během jeho balkánského tažení, jisté se zdá, že v éře válek diadochů (284 př. n. l. až 281 př. n. l.) již byli zase samostatní. Poté se Dardani stali trvalou hrozbou na severní makedonské hranici. Jejich vliv se ocitl na vrcholu po keltské invazi na Balkán (279 př. n. l.), která oslabila Makedonce a Peonii. Nakonec to byli právě Dardanové, kteří Kelty porazili a vytlačili, načež se stali nejmocnější silou na Balkáně. Svůj stát rozšířili o oblast Peonie, která definitivně zmizela z dějin, a o některá území jižních Ilyrů. Dardanové pak silně tlačili i na Makedonce, ale ti nakonec suverenitu uhájili (zejm. po velkém vítězství roku 170 př. n. l.) a Dardanové pod jejich protitlakem začali svou důležitou politickou roli ztrácet. Navíc je oslabilo posílení ilyrských konkurentů, kmenů známých jako Ardiaei a Labeatae, na jejich západních hranicích, a pravděpodobně též porážka od keltských Skordisků. Takto oslabeni byli v 1. století nuceni postavit se expandující Římské říši a poměrně rychle jí podlehli. Byli poraženi pravděpodobně již Markem Antoniem v roce 39 př. n. l. nebo Markem Liciniem Crassem v roce 29 nebo 28 př. n. l. Byli začleněni do římské provincie Moesia. Poté, co římský císař Domitianus v roce 86 rozdělil provincii na Horní a Dolní Moesii, spadli Dardanové do jižnější Horní Moesie. Latina byla brzy přijata jako hlavní jazyk kmene. Ještě ve 2. století římské písemné zdroje Dardany spojovali se zbojnictvím (latrones dardaniae). Diocletianus roku 284 učinil z Dardanie samostatnou provincii s hlavním městem Naissus (Niš). Po rozdělení Římské říše připadla Východořímské říši. Ještě v 6. století existovala byzantská provincie Dardania, která zahrnovala města Ulpiana, Scupi, Stobi a Justiniana Prima (dnes Caričin grad). Když Byzanc ztratila kontrolu na Balkáně, mizí historické zdroje. Kdy zmizela dardanská kmenová identita není jasné. Možná došlo k plné romanizaci již před stažením Byzance, možná se dardanská identita rozpustila až po slovanské invazi na Balkán.
Zajímavostí je, že v 1. století se v Římě rozšířila legenda (hlavně díky Horatiovi a Ovidiovi), že Římané jsou potomky Dardanů, o nichž se hovoří v Iliadě, a když se pak dostala římská vojska do střetu s balkánskými Dardany, o jejichž spojení s mytickými Dardany se tehdy nepochybovalo, vznikl ideologický problém, neboť by to mohlo vypadat, že Římané bojují proti bratrskému lidu vlastních zakladatelů. O balkánském kmeni se tak nesmělo mluvit pod jménem „Dardanové“ a museli být označování jako Moesané. Zákaz užívání pojmu Dardanové zrušil až císař Dioklecián ve 3. století.